# Гамелан

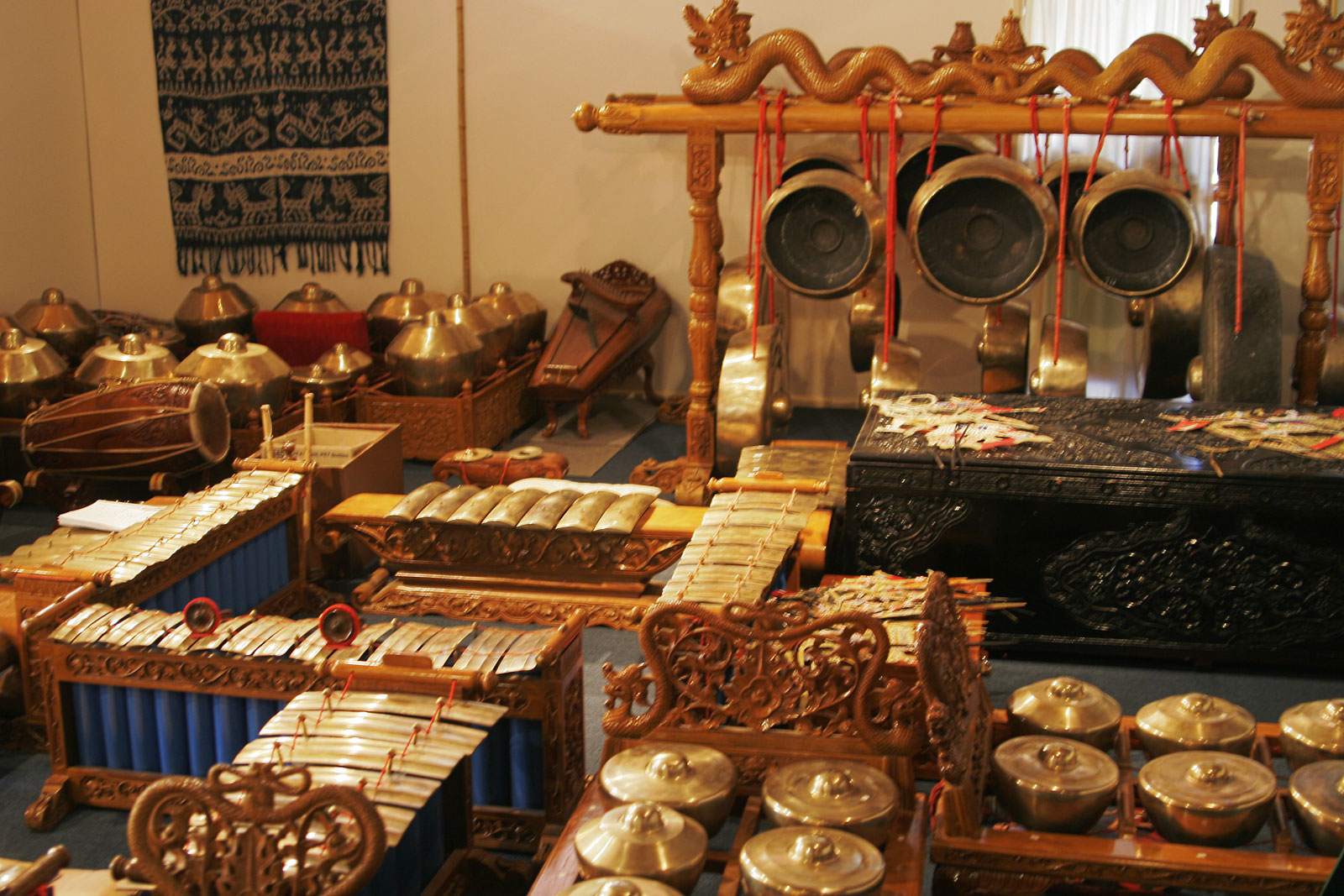
Традиційні індонезійські інструменти в посольстві в Канберрі

Га́мелан (балі. ᬕᬫ᭄ᬩᭂᬮ᭄ᬮᬦ᭄; яван. ꦒꦩꦼꦭꦤ꧀, трансліт. gamelan — «стукати», «ударяти») — традиційний індонезійський оркестр. Найвищого розквіту досяг на островах Балі та Ява.
Характерною рисою гамелана є те, що до його складу входять переважно ударні інструменти: пластинкові гамбанг, гендер, сарон; лежачі гонги бонанг, барабани генданг, різні підвісні гонги й ін. Щобільше, саме ударні інструменти, насамперед гамбанг і гендер, виконують провідну музичну тему. Іноді включаються також струнні щипкові — кечапи й челемпунг, смичковий ребаб, поздовжня флейта сулинг, різноманітні шумові інструменти. Загальна кількість інструментів коливається від 10 до 25.
Уживаються класичні звукоряди індонезійської музики — 5-ступеневий салендро та 7-ступеневий пелог; при цьому лад усього оркестру визначається ладом пластинкових інструментів. При виконанні обраної теми оркестр керується однією з ладотональних формул патет.
Звучання гамелана, яке при першому знайомстві може здатися європейцеві диким й хаотичним, відрізняється великою гнучкістю динаміки й виразністю, чому сприяє майстерне поєднання тембрових фарб. Велику роль відіграє імпровізація. Партії розучуються музикантами головним чином на слух. Кожен музикант прагне виявити характер та виразити можливості свого інструмента. В основі репертуару гамелана — імпровізаційне виконання класичних тем і народних мелодій.
Гамелан використовується в драматичних, балетних, пісенно-танцювальних виставах, урочистих церемоніях, ходах і святах. Тісно пов'язаний з народним ляльковим театром. Традиційний індонезійський гамелан, як правило, являє собою громаду музикантів, що проживають в одному селі й спільно володіють оркестровими інструментами. У XX столітті з'явилися не пов'язані із сільською традицією академічні гамелани, у тому числі й за межами Індонезії.